# Comuni della Germania
I comuni della Germania (in tedesco: Gemeinden, sing. Gemeinde) sono la suddivisione territoriale di ultimo livello del Paese e ammontano a 10 752 (al 30 gennaio 2024).
Ciascun comune è ricompreso in un circondario (Kreis), il quale, a sua volta, costituisce la ripartizione di un Land o, in quattro dei sedici Länder, di un distretto governativo (Regierungsbezirk).
Alcuni comuni possono inoltre costituire un livello gerarchicamente sovraordinato rispetto agli altri comuni: è il caso delle kreisfreie Städten (lett. città svincolate da una circoscrizione, città indipendenti) o degli Stadtstaaten („Gemeindestaaten“) (lett. stati cittadini o stati comune, anche città stato).
I comuni possono poi istituire, nell'esercizio delle rispettive funzioni, comunità amministrative (Ämter), corrispondenti grossomodo al modello dell'unione di comuni previsto dall'ordinamento italiano.
I comuni sono enti territoriali e hanno personalità giuridica, come in Italia. Essi sono soggetti di poteri pubblici e di competenza generale, ciò significa che sostanzialmente sono competenti per qualsiasi questione inerente al proprio territorio. Tali poteri possono essere delimitati mediante normative statali (dei Länder, stati federati) o federali. Inoltre vige il principio fondamentale della compartecipazione (Allmitgliedschaft): ogni cittadino è membro dell'ente locale. Per le persone fisiche ciò dipende dalla residenza, per le persone giuridiche invece dalla propria sede legale.

## Ordinamento

### Regolamenti comunali
I regolamenti comunali sono gli statuti con le norme fondamentali dei comuni. Regolano l'attività degli organi dei comuni, dell'amministrazione, la rappresentanza, il sindaco. Allo statuto è connessa l'esistenza di un consiglio comunale, cui spettano le decisioni più importanti per il comune. Ci sono quattro tipi diversi di statuti comunali: statuti consiliari della Germania del sud, di quella del nord (süddeutsche und norddeutsche Ratsverfassung), statuti sindacali (Bürgermeisterverfassung) e statuti municipali (Magistratsverfassung).

### Compiti e prestazioni
Accanto a funzioni obbligatorie istituzionali (come stato civile, raccolta rifiuti, pulizia strade) ve ne sono di facoltative (per esempio, gestione di teatri, impianti sportivi, biblioteca civica). Quali funzioni ulteriori assumere dipende esclusivamente dalla volontà politica e dalla disponibilità finanziaria del rispettivo comune.

### Economia e finanze
Impieghi e fonti di finanziamento comunali sono gestite in autonomia. In tal modo i comuni hanno influsso sulle politiche dei prezzi, del personale, di acquisto e ambientali. Aziende municipali assorbono inoltre spesso gli avanzi di bilancio cittadini. Il tentativo politico di vendere tali aziende è stato spesso bocciato in passato dalla popolazione dei comuni interessati come una svendita dei gioielli di famiglia.
Finalità del comune non è la massimizzazione del profitto, bensì l'aumento del benessere comune. In particolare il principio della copertura dei costi impedisce che i comuni possano imporre tariffe che superino i costi di produzione dei servizi e portino quindi a un eventuale utile.
Per effetto dei compiti crescenti e di una chiara riduzione delle entrate dopo l'anno culmine del 2000, in molti comuni è imprescindibile una spinta al consolidamento. La pressione finanziaria è così alta che in molti comuni, in particolare nei maggiori, nonostante riforme nel management e misure di riduzione dei costi (slogan sono, per esempio: amministrazione snella e orientata al processo), ciò non basta a far pareggiare i bilanci comunali. Pertanto gli enti cercano di risparmiare riducendo i servizi interni (per esempio, servizio finanziario, amministrazione del personale, livelli dirigenziali, ecc.), in modo da poter continuare a garantire i servizi di diretto beneficio dei cittadini (assistenza sociale, cultura, scuola, sport).
Nonostante la possibilità di una sorta di amministrazione controllata da parte del controllo enti locali, non è possibile il fallimento di un comune, in quanto lo Stato garantisce. Non vi sono comunque finora in Germania casi di amministrazioni controllate (o commissariamenti statali).

### Esternalizzazione e Internalizzazione
I comuni offrono i propri servizi in varie modalità organizzative e strutturali, sia di diritto pubblico sia privato. Il trend a favore di esternalizzazioni di settori amministrativi si va rafforzando. Spesso oltre la metà delle spese o investimenti comunali va in partecipazioni societarie, che nella maggioranza dei casi sono per aziende proprie o Srl. Gli amministratori comunali si aspettano da una tale impostazione maggior efficienza ed economicità. Ma negli ultimi anni, a motivo di aspettative spesso disattese, alcuni comuni stanno già pensando a un'inversione di tendenza, riprendendosi le competenze già esternalizzate (Internalizzazione).

### Tipi di comuni e denominazioni
Nel corpo di norme riguardante i comuni il legislatore in particolare a livello di Länder ha inserito una complessa congerie di tipologie comunali. Esistono pertanto moltissime differenze, sia generali sia di dettaglio. Per esempio, una differenza fondamentale è tra comuni che hanno in carico anche compiti a livello di circoscrizione (Kreis) e comuni che tali funzioni non hanno.
Un tempo la nozione di città e la concessione di tale denominazione per un abitato erano collegate a privilegi (diritto di mercato, di imporre proprie tasse, ecc.). Oggi non è più così. Ma comuni che un tempo avevano il diritto di chiamarsi città, mantengono tuttora tale denominazione, di là da altre considerazioni amministrative.
Sempre in ambito di considerazioni storiche, alcune denominazioni antiche differenziano tuttora alcune città particolari, nel nome e quindi anche nelle sigle automobilistiche: il concetto di Hansestadt o città anseatica, che affonda le sue radici nel Medioevo e identifica le città anticamente unite in una lega, denominata Hanse. Tuttora alcune di esse si fregiano di tale nome storico: le più note sono Brema, Greifswald, Amburgo, Lubecca, Rostock, Stralsund e Wismar. Di qui la particolarità nelle targhe delle auto, che incominciano tutte per H (HB, HGW, HH, HL, HRO, HST e HWI). Meno note, ma anch'esse desiderose di valorizzare la loro tradizione anseatica sono, per esempio Anklam, Breckerfeld o ancora Demmin.

## Comuni istituiti

### Comuni per popolazione
La popolazione dei comuni è molto diversificata: per esempio in base al numero degli abitanti il comune di Wiedenborstel è il più piccolo con solo 5 residenti e Berlino con circa 3,4 milioni di abitanti è il più grande comune della Germania.

### Estremità geografiche
| Posizione | Comune     | Coordinate  | Land                             |
| --------- | ---------- | ----------- | -------------------------------- |
| Nord      | List       | 55°01'00" N | Schleswig-Holstein               |
| Sud       | Oberstdorf | 47°23'00" N | Baviera                          |
| Ovest     | Selfkant   | 05°55'00" E | Renania Settentrionale-Vestfalia |
| Est       | Neißeaue   | 14°59'00" E | Sassonia                         |

### Altitudine
Il comune tedesco che raggiunge l'altezza più elevata è Garmisch-Partenkirchen (Baviera) che con lo Zugspitze raggiunge i 2962 m, il comune meno elevato è Neuendorf-Sachsenbande (Schleswig-Holstein) che raggiunge come altezza minima 3,53 m sotto il livello del mare.

### Comuni suddivisi per Stato federato
Si rimanda alle singole categorie:
- Amburgo: comune singolo
- Assia: vedi Comuni dell'Assia
- Baden-Württemberg: vedi Comuni del Baden-Württemberg
- Bassa Sassonia: vedi Comuni della Bassa Sassonia
- Baviera: vedi Comuni della Baviera
- Berlino: comune singolo
- Brandeburgo: vedi Comuni del Brandeburgo
- Brema: Brema e Bremerhaven / vedi anche: Comuni del Land Brema
- Meclemburgo-Pomerania Anteriore: vedi Comuni del Meclemburgo-Pomerania Anteriore
- Renania Settentrionale-Vestfalia: vedi Comuni della Renania Settentrionale-Vestfalia
- Renania-Palatinato: vedi Comuni della Renania-Palatinato
- Saarland: vedi Comuni della Saarland
- Sassonia: vedi Comuni della Sassonia
- Sassonia-Anhalt: vedi Comuni della Sassonia-Anhalt
- Schleswig-Holstein: vedi Comuni dello Schleswig-Holstein
- Turingia: vedi Comuni della Turingia